# 絶唱 (1975年の映画)
『絶唱』（ぜっしょう）は、1975年12月20日に公開された日本映画。配給は東宝。原作は大江賢次の同名作品。山口百恵文芸作品第三弾。公開時の惹句は、「許して下さい 今日までの私を…あなたに捧げた短い命 哀しい運命の山鳩は 遠く遥かな蒼空へ 涙も枯れて飛んでゆく……最高のコンビで綴る美しく哀しい文芸ロマン！」である。1976年度の興行成績ベストテンで第5位となった。観客動員数は240万人。

## あらすじ
昭和17年、山陰の大地主で「山園田」と呼ばれる園田家の跡継ぎ・順吉は父親が勧めた見合いを断り、山番の娘で奉公人の小雪と結婚すると言い出し、父親と口論になる。いたたまれない小雪は実家に戻るが、順吉は小雪を迎えに行き、小雪も順吉の愛を受け入れる。二人は駆け落ちし、鳥取砂丘のある小さな町で、順吉の友人たちの支援を受けて暮らし始める。だが順吉にも友人たちにも召集令状が届き出征する。順吉と小雪は毎日午後三時、それぞれの地で「吉野木挽き歌」を歌う約束をする。小雪は働きながら順吉の帰りを待つが、肺を患う。終戦を迎え、昭和21年、順吉の父親が死去。村八分にされていた小雪の母親は小雪の元へ急ぐ。小雪は病気が悪化し、友人たちの看病を受けていた。小雪はうつろな意識の中で砂丘を超える順吉の足跡を聞く。ようやく復員した順吉の胸で小雪は息を引き取る。順吉は小雪の結婚式と葬式を同時にやりたいと考え、小雪に花嫁衣裳を着せ、花嫁行列を作って園田家に帰宅。死んだ花嫁と順吉の婚礼が挙げられ、列席者はみな涙を流すのであった。

## キャスト
- 小雪 - 山口百恵
- 園田順吉 - 三浦友和
- 園田惣兵衛 - 辰巳柳太郎
- 差配人・源助 - 吉田義夫
- 乳母・セキ - 菅井きん
- 小雪の父・正造 - 大坂志郎
- 小雪の母・サト - 初井言榮
- 経師屋・為吉 - 花沢徳衛
- 嫁・ハマ - 有崎由見子
- 橋本 - 中村伸郎
- 橋本美保子 - 木内みどり
- 大谷賢一 - 大和田伸也
- 川田マサ - 服部妙子
- 佐野一夫 - 川口厚
- 笹本卓治 - 武岡淳一
- 田中敬 - 大家博
- 吉原準平 - 藤江喜幸
- 語り手　-　鈴木瑞穂

## 主題歌
- 山口百恵　『山鳩』（レコード盤とは異なるアレンジで、作中のクレジットでは『山鳩の歌』と表記されている）

## スタッフ
- 監督・脚本 - 西河克己
- 助監督 - 中川好久
- 製作 - 堀威夫、笹井英男
- 構成 - 八住利雄
- 撮影 - 萩原憲治
- 音楽 - 高田弘
- 美術 - 佐谷晃能
- 編集 - 鈴木晄
- 録音 - 福島信雅
- スクリプター - 吉崎松雄
- 照明 - 熊谷秀夫
- 製作プロダクション - ホリ企画

## 同時上映
『裸足のブルージン』
- ホリ企画作品。監督：藤田敏八。主演：和田アキ子。